# Panaxia albipuncta
Panaxia albipuncta är en fjärilsart som beskrevs av Alfred Ernest Wileman 1910. Panaxia albipuncta ingår i släktet Panaxia och familjen björnspinnare. Inga underarter finns listade i Catalogue of Life.